# 徐伯徵
徐伯徵（？—？），字吉臣、孺臺，號譽星，浙江杭州府海寧縣人，軍籍，明朝政治人物。

## 生平
萬曆四十三年（1615年）乙卯科浙江鄉試第六十名舉人，四十七年（1619年）己未科進士。兵部觀政，授南陽府推官，天啓二年改南京儒學教授，四年升國子監助教，五年擢工部虞衡司主事，六年升郎中，七年加四品服俸，加太仆寺少卿。崇禎元年（1628年）出為揚州府知府，四年考察去職。

## 著作
著有《資敬堂集》、《留都武學志》。

## 家族
曾祖徐文卿；祖父徐鶴齡，嘉靖十七年進士；父徐紹志，字魯源，鉛山縣丞。